# Rita McBride
Rita McBride (nacida en 1960) es una artista y escultora estadounidense. Tiene su sede en Los Ángeles y Düsseldorf. Paralelamente a su práctica artística, es profesora en la Kunstakademie Düsseldorf y fue su directora hasta 2017.  Está casada con Glen Rubsamen, un pintor estadounidense de Los Ángeles.
Trabajando en la intersección de la arquitectura, el diseño y el espacio público, es conocida por sus obras e instalaciones a gran escala, y su obra más amplia incorpora performance, textos y trabajos escultóricos a menor escala.

## Vida
Nació en Des Moines, Iowa, en 1960. Recibió su licenciatura en Bard College de Nueva York en 1982 y su maestría en Bellas Artes en el Instituto de las Artes de California en 1987, donde estudió con Michael Asher y John Baldessari.  Después de recibir su MFA, McBride comenzó a exhibir ampliamente su trabajo inicialmente en galerías de arte en Oporto y Los Ángeles. Su obra ha sido objeto de más de setenta exposiciones individuales y veinte monografías.

## Trabajo y comisiones
La práctica de McBride se ocupa no sólo de la forma escultórica o arquitectónica, sino también de las situaciones y acontecimientos que surgen en la relación del público con las obras. Su obra más expuesta, Arena (1997), por ejemplo, es una estructura modular que se ensambla en una zona de asientos cóncava, similar a una arena. Mostrado por primera vez en Witte de With en Rotterdam, Arena se activa mediante un calendario de programación curado por McBride y la institución anfitriona que abarca desde conferencias y charlas de artistas hasta piezas de performance de artistas invitados.  McBride es editor y coautor de una serie de novelas colaborativas tituladas Ways, cada una de las cuales aborda un subgénero literario particular. 
Los principales encargos públicos incluyen Particulates, Dia Art Foundation, Nueva York; Obelisco de Tutankamón, Colonia, Alemania (2017); Camino del burro, Moenchengladbach (2016); Artefactos (CWD), PS 315, Queens, Nueva York (2015); Campanas y silbatos, The New School, Nueva York, (2014). 
Mae West (2011), una de las obras públicas más conocidas de McBride, es una estructura de carbono de 52 metros de altura en Múnich. Construido para Effnerplatz, un centro de tránsito público y privado en el este de Múnich, incluye notablemente el acceso para una línea de tranvía que pasa por su base enrejada. Mae West provocó varios debates dentro de la ciudad.   La escultura y su acogida por parte de los vecinos de la zona es el tema de Día tras día, película de Alexander Hick.

## Exposiciones seleccionadas

### Exposiciones individuales seleccionadas
- 2017-2018: Particulates, Dia:Chelsea, New York
- 2017: Rita McBride: Explorer, Wiels, Brussels
- 2015-2016: gesellschaft, kestnergesellschaft/Kunsthalle Düsseldorf
- 2014: Public Tilt, Museum of Contemporary Art San Diego
- 2013-2014: Public Transaction, Museo Tamayo, Mexico City
- 2012: Public Tender, Museu d'Art Contemporani de Barcelona (MACBA), España
- 2010: Previously, Kunstmuseum Winterthur, Switzerland
- 2008: Public Works, Museum Abteiberg, Mönchengladbach, Germany
- 2008: Some Settlements, Konrad Fischer Galerie, Düsseldorf
- 2007: Rita McBride, Galleria Alfonso Artiaco, Naples
- 2004: Exhibition, SculptureCenter, Long Island City, New York
- 2002: Naked Came the Stranger, Kunstmuseum Liechtenstein, Vaduz
- 2000: Her House with the Upstairs in It, Deutscher Akademischer Austauschdienst Galerie (DAAD), Berlin
- 1999: Aloof and Incidental, Annemarie Verna Galerie and Mai 36 Galerie, Zürich
- 1997: The Donkey’s Way and Piggybackback (in collaboration with Catherine Opie and Lawrence Weiner), Galeria Pedro Oliveira, Porto
- 1997: Hyperinclusion, OSMOS, Berlin
- 1997: Rita McBride, Alexander and Bonin, New York
- 1997: Arena & National Chain, Witte de With, Rotterdam
- 1994: Backsliding, sideslipping, one Great Leap and the “forbidden”, Michael Klein Gallery, New York
- 1990: Rita McBride New Work, Margo Leavin Gallery, Los Angeles
- 1989: Rita McBride, Galeria Atlântica. Porto

### Exposiciones colectivas seleccionadas
- 2017-2018: Studio for Propositional Cinema | in relationship to a Spectator, kestenergesellschaft, Hannover
- 2016: EVERYTHING ARCHITECTURE, BOZAR, Centre for Fine Arts, Brussels
- 2016: Liverpool Biennial 2016[7]
- 2011: Making Is Thinking, Witte de With, Rotterdam
- 2007: The World as a Stage, Tate Modern, London and Institute of Contemporary Art, Boston
- 2003: Living Inside the Grid, New Museum, New York
- 2002: Taipei Biennial 2002: Great Theatre of the World, Taipei Fine Art Museum
- 2000: What If: Art on the Verge of Architecture and Design, Moderna Museet, Stockholm
- 1998: Where: Allegories of Site in Contemporary Art, Whitney Museum of American Art at Champion, Stamford, CT
- 1994: Breakdown, Museum of Contemporary Art, San Diego
- 1991: There's no There, There, Indianapolis Museum of Art

## Colecciones
- Ellipse Foundation, Alcoitão/Cascais
- Museu d’Art Contemporani de Barcelona
- Bundeskunstsammlung Zeitgenössischer Kunst, Bonn
- The Art Institute of Chicago
- Museum Ludwig, Cologne
- Des Moines Art Center, Iowa
- FRAC Bourgogne, Dijon
- Kunstsammlung Nordrhein-Westfalen, Düsseldorf
- Niedersächsische Sparkassenstiftung, Hannover
- San Diego Museum of Contemporary Art, La Jolla, California
- Hammer Museum, Los Angeles
- Los Angeles County Museum of Art, Los Angeles
- Museum of Contemporary Art, Los Angeles
- De Vleeshal, Middelburg, Netherlands
- Museum Abteiberg, Mönchengladbach
- New York Public Library
- Queens Museum of Art, New York
- Whitney Museum of American Art, New York
- Neues Museum, Nuremberg
- FRAC Île-de-France, Paris
- Museu de Serralves, Porto
- Witte de With Center for Contemporary Art, Rotterdam
- The Achenbach Foundation, San Francisco
- De Young Museum, San Francisco
- Legion of Honor, San Francisco
- Kunstmuseum St. Gallen
- De Pont Foundation for Contemporary Art, Tilburg
- Kunstmuseum Liechtenstein, Vaduz
- Institut d’Art Contemporain, Villeurbanne
- Wake Forest University Collection, Winston-Salem, North Carolina
- Kunstmuseum Winterthur
- Kunsthaus Zürich